# 大野正己
大野 正己（おおの まさみ、1946年（昭和21年）1月2日 - 2013年（平成25年）7月24日）は、ソフトテニス選手。

## 来歴
岐阜県大垣市出身。岐阜県立大垣商業高等学校、愛知学院大学卒業。大鹿印刷所。ポジションは後衛。
1969年、1971年の亜細亜軟式庭球選手権大会男子団体金メダル。1981年の全日本社会人選手権成年個人で優勝した。

## 主な戦績
- 1969　第7回亜細亜軟式庭球選手権　団体優勝　ダブルス一回戦敗退（大野・小橋）
- 1971　第8回亜細亜軟式庭球選手権　団体優勝　ダブルス一回戦敗退（大野・小橋）